# زلن
زلن (به آلمانی: Seelen) یک شهر در آلمان است که در دنرسبرگکرایس واقع شده‌است. زلن ۱۷۹ نفر جمعیت دارد.